# Kyste bronchogénique
 Mise en garde médicale
Un kyste bronchogénique est une anomalie congénitale de la trachée et des bronches se traduisant par une poche liquidienne appendue à l'arbre bronchique, le plus souvent dans le médiastin antérieur. Enfants comme adultes peuvent être atteints.
La plupart des kystes (84 %) sont en position intrathoracique, le reste étant en position cervicale.
Les kystes bronchogéniques se développent pendant la formation de l'arbre bronchique, à partir de bourgeons bronchiques autonomes, et sont donc tapissés à l'intérieur d'un épithélium respiratoire. Les kystes sont remplis de mucus.
La moitié des kystes bronchogéniques est asymptomatique. En cas de compression de l'arbre bronchique, une toux et un essoufflement peuvent être présents, mais ils peuvent aussi être découverts lors d'une infection (par contamination depuis l'arbre bronchique) ou d'un épisode de saignement.
Le traitement est chirurgical et consiste à retirer le kyste dans son intégralité. Il peut être réalisé par thoracotomie ou thoracoscopie.